# Bolekhiv
Bolekhiv (en ukrainien : Болехів ; en russe : Болехов, Bolekhov ; en polonais : Bolechów) est une ville de l'oblast d'Ivano-Frankivsk, en Ukraine. Sa population s'élevait à 10 259 habitants en 2024.

## Géographie
Bolekhiv est située à 65 km à l'ouest d'Ivano-Frankivsk et à 504 km à l'ouest-sud-ouest de Kiev.

## Histoire
La ville est fondée en 1612 par Nicolas Giedzinsky. Quand, en 1660, le premier maire de la ville prête serment, il déclare : « Je jure solennellement de vivre en harmonie et de défendre les droits des catholiques romains, des catholiques de rite grec [Uniates] et des juifs ; des riches et des pauvres de la même façon. »
En 1890, la moitié de la population était juive, soit environ 4 000 habitants. 1 600 Juifs sont déportés au camp d'extermination de Bełżec en septembre 1942. Les autres membres de la communauté juive sont contraints aux travaux forcés puis sont assassinés sur place dans des exécutions de masse. Sur les 3 000 Juifs recensés à Bolekhiv avant la Seconde Guerre mondiale, seuls 48 survécurent à la Shoah.
La ville a été rendue célèbre par le livre de Daniel Mendelsohn, Les Disparus, publié en 2006.

## Population
Recensements (*) ou estimations de la population :
| 1939   | 1959* | 1970* | 1979*  | 1989*  | 2001*  |
| ------ | ----- | ----- | ------ | ------ | ------ |
| 10 700 | 8 452 | 9 895 | 10 333 | 10 841 | 10 633 |

| 2012   | 2013   | 2014   | 2015   | 2016   | 2017   |
| ------ | ------ | ------ | ------ | ------ | ------ |
| 10 751 | 10 768 | 10 770 | 10 790 | 10 742 | 10 623 |

| 2021   | - | - | - | - | - |
| ------ | - | - | - | - | - |
| 10 330 | - | - | - | - | - |

## Transports
Bolekhiv se trouve à 80 km d'Ivano-Frankivsk par le chemin de fer et à 76 km par la route.